# Episcius bolivianus
Episcius bolivianus är en insektsart som beskrevs av William Lucas Distant 1905. Episcius bolivianus ingår i släktet Episcius och familjen lyktstritar. Inga underarter finns listade i Catalogue of Life.